# Flemming (Adelsgeschlecht)

Wappen derer von Flemming

Flemming ist der Name eines pommerschen Uradelsgeschlechts. 
Die 1209 erstmals erwähnte Familie war im westlichen Hinterpommern, südlich von Cammin, zeitweise auf über 30 Gütern ansässig; noch im 18. Jahrhundert hießen weite Teile des Gebietes Flemming'scher Kreis, aus denen 1818 der Kreis Cammin i. Pom. gebildet wurde. 1281 wurde den Flemming das Hofamt des Marschalls des Herzogtums Pommern verliehen, vom 14. Jahrhundert bis 1648 waren sie Erbmarschälle von Pommern-Stettin und danach unter preußischer Herrschaft bis 1918 Erblandmarschälle von Hinterpommern. Einige Zweige wurden in den Grafenstand erhoben. 

## Geschichte

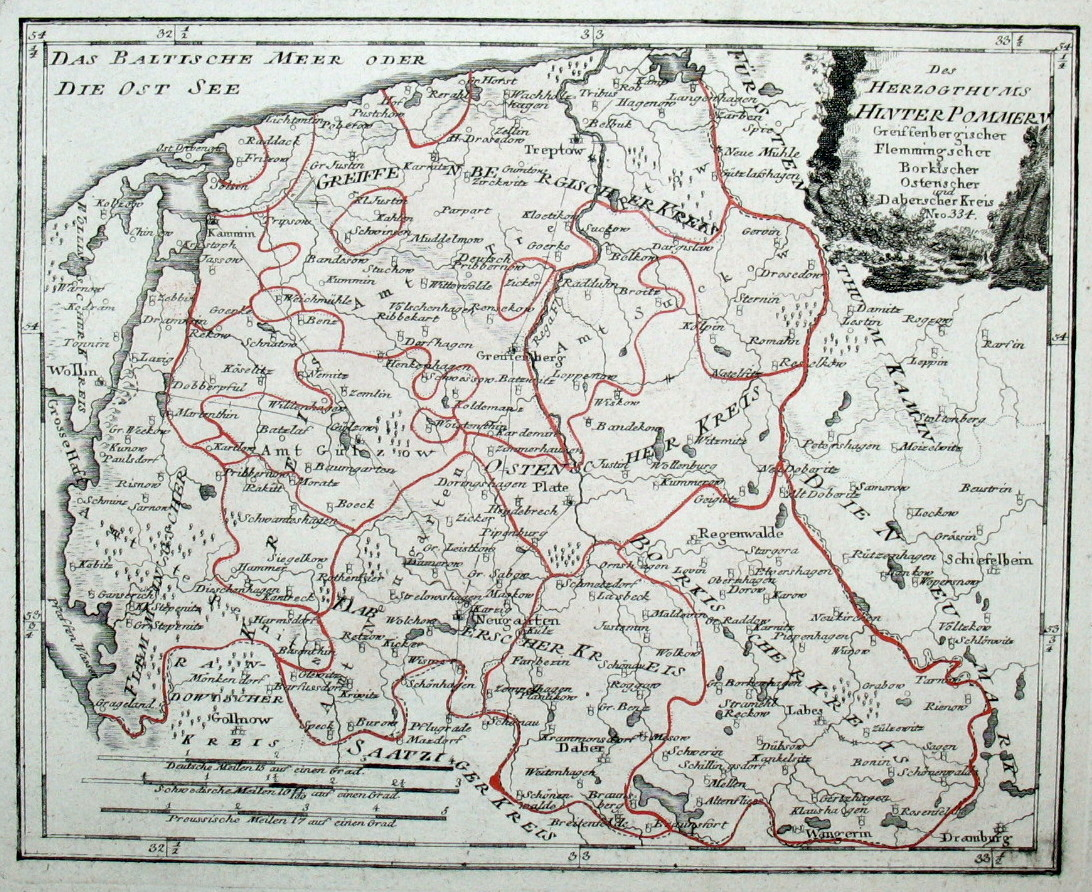
Karte des Herzogtums Hinterpommern mit dem Flemming'schen Kreis (ganz im Westen)

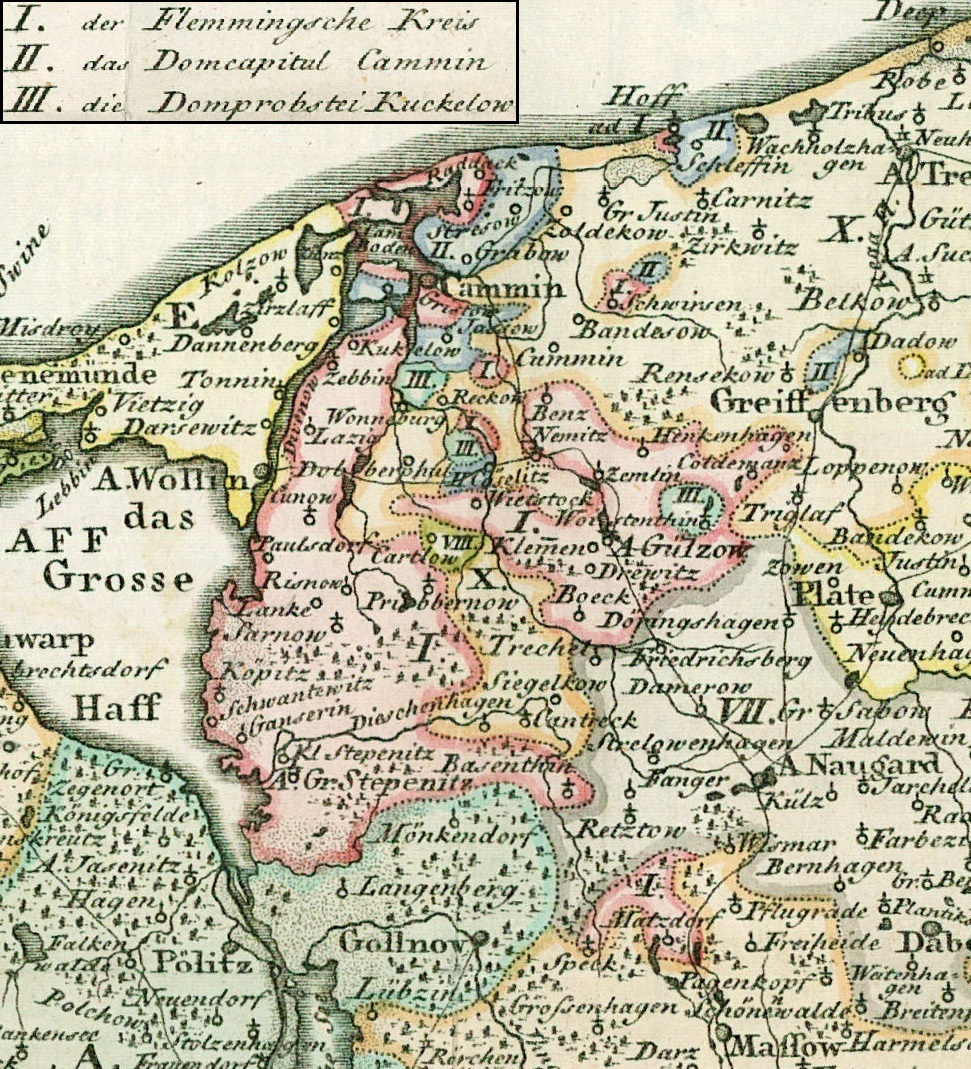
Flemmingscher Kreis (rosa) und Gebiete des Domkapitels Cammin (II) sowie der Dompropstei Kucklow (III) im 18. Jahrhundert

Der Familienname Flemming wird etymologisch auf den Namen des Volksstammes der Flamen zurückgeführt. Im Zuge des deutschen Landesausbaus im 13. Jahrhundert in die nördlichen Odergebiete an der westlichen Grenze Hinterpommerns warben nach einem entscheidenden Sieg über die Slawen östlich der Elbe und der Gründung der Mark Brandenburg im Jahr 1157 Albrecht der Bär und der Magdeburger Erzbischof Wichmann von Seeburg Siedler an, darunter eine sehr hohe Anzahl Flamen, die Landstriche in den neuen Ostgebieten urbar machen sollten. Einer der zuerst besiedelten brandenburgischen Höhenzüge, der Fläming, verdankt diesen flämischen Siedlern seinen Namen. Ostflämische Spracheigenheiten haben sich in den ostpommerschen Dialekt und dessen küstenpommersche Ausprägung gemischt; so sollen noch während des Zweiten Weltkriegs aus Hinterpommern stammende deutsche Soldaten in Regionen Flanderns sich auf plattdeutsch mit Einheimischen haben verständigen und sogar dolmetschen können. Es ist anzunehmen, dass es sich bei den Flemming um ein ursprünglich flämisches Rittergeschlecht handelt, das über Brandenburg nach Hinterpommern eingewandert ist. Das Adelsgeschlecht Flemming ist jedoch nicht mit der schwedischen Adelsfamilie Fleming oder den schottischen Lords Fleming, Earls of Wigton verwandt.

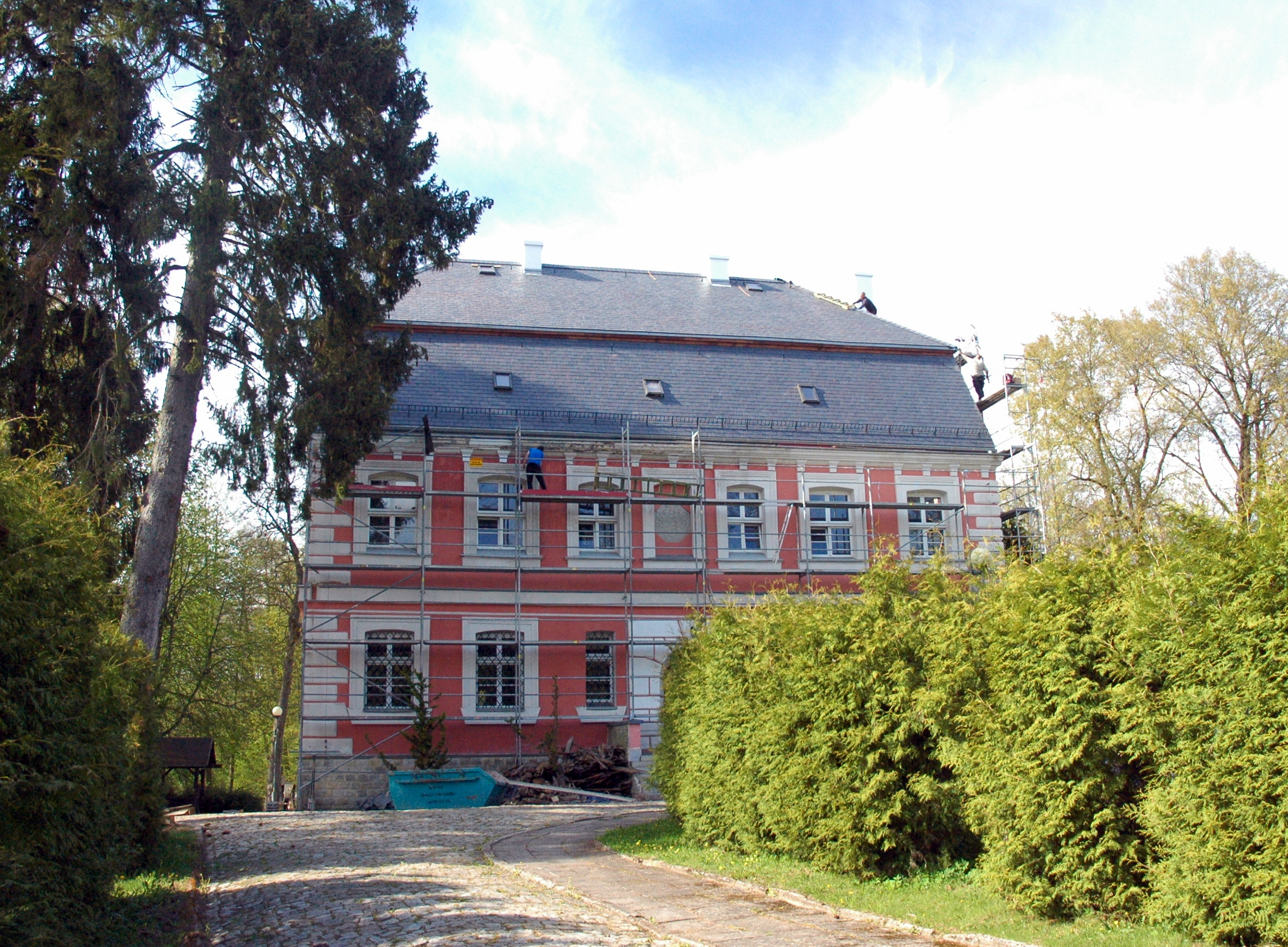
Der Stammsitz, Gut Böck

Erster urkundlich erwähnter Angehöriger ist Henricus Flemmingus zu Havelberg in der Prignitz, urkundlich 1209 im Codex diplomaticus Brandenburgensis erwähnt. Als älteste Stammsitze und Lehen werden die hinterpommerschen Grundherrschaften Böck (oder Boeck), Martenthin und Hoff genannt, die sich Mitte bzw. Ende des 13. Jahrhunderts im Besitz der Familie befanden. Das Gut Böck wurde 1225 als Besitz eines Nikolaus von Böck urkundlich erwähnt, Mitte des 13. Jahrhunderts bestanden im Ort zwei Burgen, eine der Familie von Flemming und eine der Familie von Ploetz. In der ersten Hälfte des 19. Jahrhunderts waren von beiden Anlagen noch Ruinenreste sowie Gräben und Wälle zu erkennen. Später kam Böck ganz in Flemming'schen Besitz und blieb es bis 1945. Das heute noch stehende Herrenhaus wurde 1683 im frühen Barockstil erbaut. 
Thamm von Flemming, der 1281 Marschall des Herzogtums Pommern war, besaß 1302 Stepnitz am rechten Oderufer, an der Südspitze des Oderhaffs. Mit ihm beginnt auch die ununterbrochene Stammlinie. Für seinen Sohn Konrad ist erstmals 1319 das Wappen mit „Wolf und Rad“ nachgewiesen. Dessen Enkel schenkten Stepnitz 1366 dem Jungfrauenkloster in Stettin. In der Folgezeit breiteten sich Nachkommen namentlich im Kamminer und Wolliner Gebiet aus. Seit 1281 gehörte die Familie der gehobenen Adelsgruppe der sogenannten „Schlossgesessenen“ an. Im 14. Jahrhundert wurde das Hofamt des Marschalls des Herzogs von Pommern-Stettin an die Familie verliehen, das sie nach dem Aussterben der Greifen 1637 als Erbmarschallamt für Hinterpommern unter den Hohenzollern bis 1918 ausübten. Das Geschlecht teilte sich vom 14. Jahrhundert an in zwei große Hauptlinien – die Martentiner Linie und die Matzdorfer Linie. Nach 1402 kam es zu Streitigkeiten zwischen der Familie Flemming und dem Camminer Domkapitel um die den Brüdern Tam und Timmo verpfändete Burg Gülzow, die sich nach der Einlösung der Burg durch Herzog Bogislaw VIII. noch verschärften.
Ab 1700 wurden einige Zweige in den erblichen Reichsgrafenstand erhoben und verbreiteten sich auch in Sachsen, Thüringen und Polen. Alle heute noch lebenden Namensträger gehören dem primogen-gräflichen Zweig Flemming-Benz an.
Mit dem zunächst sächsischen, dann brandenburgischen Feldmarschall Heino Heinrich, einem berühmten Türkenbesieger, begann seit 1672 der militärische und politische Aufstieg der Familie Flemming: Er zog seine Söhne und Neffen in sächsische bzw. brandenburgische Dienste, wo der Sohn Johann Georg sowie die Neffen Joachim Friedrich, Bogislaw Bodo und Jakob Heinrich zu Generälen aufstiegen, letzterer als Bedeutendster von allen sogar zum Generalfeldmarschall und dirigierenden Minister Augusts des Starken, dem er zur polnischen Krone verhalf. Jakob Heinrich wiederum (seine drei Söhne sowie die vier Söhne seiner Brüder starben allesamt jung) zog die Söhne eines Vetters, Georg Detlev und Karl Georg Friedrich in sächsisch-polnische Dienste, wo sie ebenfalls Generäle und Minister wurden. Georg Detlevs Tochter Isabella von Flemming, verheiratet mit dem Fürsten Adam Kazimierz Czartoryski, wurde als polnische Patriotin im Freiheitsstreben gegenüber Russland, als Intellektuelle und Kunstsammlerin, welche die weltberühmte Sammlung des Czartoryski-Museums in Krakau gegründet hat, zu einer herausragenden Figur der polnischen Geschichte des 19. Jahrhunderts.

## Besitzungen der Familie

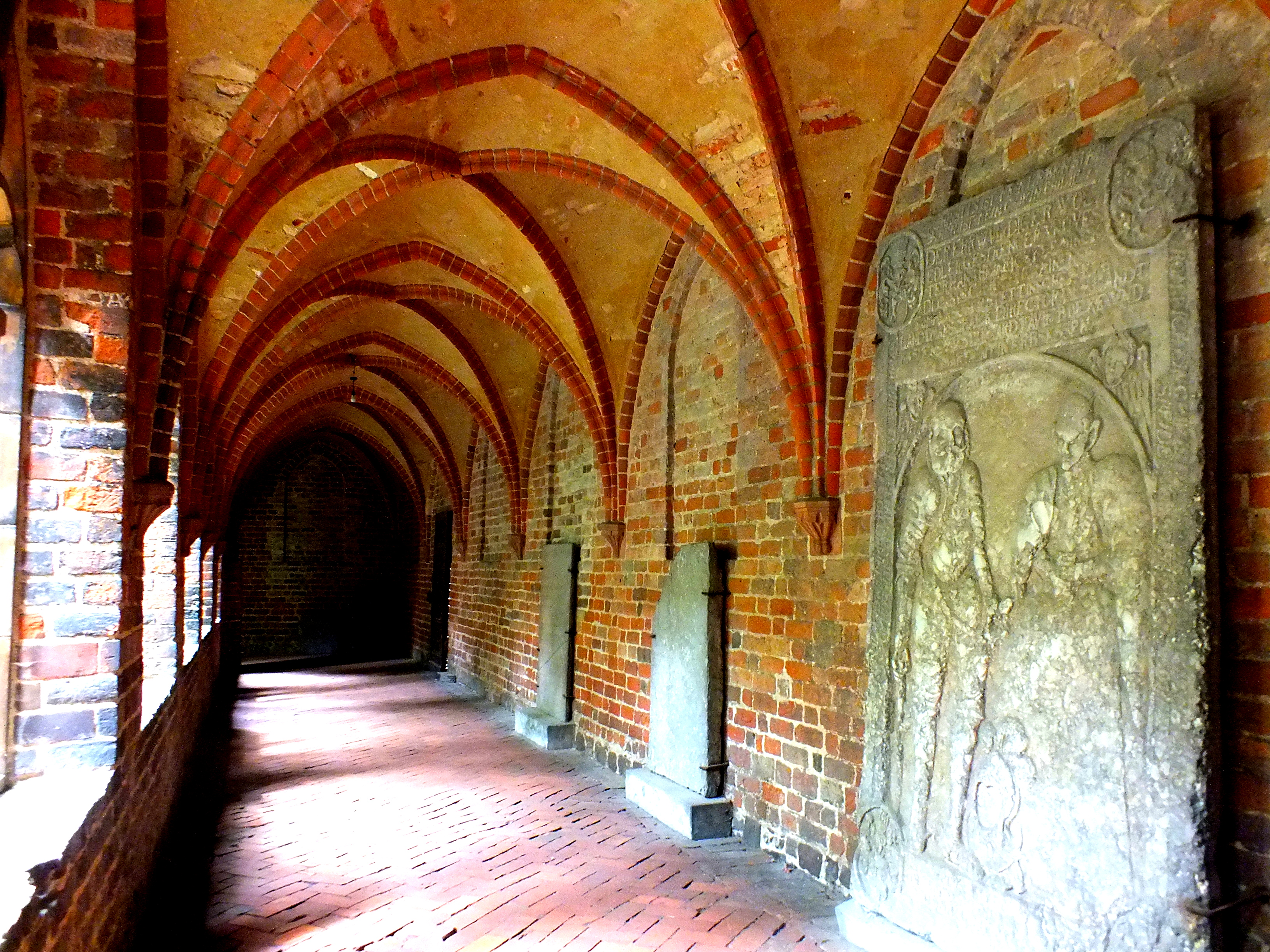
Grabstein des Hans Heinrich von Flemming (1552–1622) und der Maria von Borcke im Kreuzgang des Doms zu Cammin

Wie unter anderem aus Musterrollen und Vasallen-Tabellen des 14. und 15. Jahrhunderts hervorgeht, besaß die Familie im Mittelalter im früheren Flemmingschen Kreis, südlich von Cammin in Hinterpommern, eine große Anzahl von Landgütern ganz oder anteilig als Lehen. Zu diesen alten Flemmingschen Lehen zählten allein im späteren Kreis Cammin über dreißig Güter. Ein Teil dieser Güter blieb vom Mittelalter an bis zur Vertreibung und Enteignung 1945 durch die Administration der Volksrepublik Polen im Besitz der Familie, darunter Boeck, Basenthin, Benz, Matzdorf, Paatzig, Schnatow und Nemitz. Zu den ältesten Besitzungen gehörten auch Marthentin und Hoff, beide wie Boeck seit dem 13. Jahrhundert. Die meisten der alten Burganlagen wurden später durch Herrenhäuser ersetzt, so auch Boeck im 17. Jahrhundert. Das Gutshaus in Schwirsen ist als Fachwerkanlage der Barockzeit erhalten, Bogislaw Bodo von Flemming ließ es ab 1718 mit einem kunsthistorisch bedeutenden, mit Figuren ausgemalten Tanzsaal erbauen. Das Gut Iven in Vorpommern kam 1697 an die Familie und gehörte ihr bis um 1900.
Feldmarschall Heino Heinrich von Flemming wurde 1688 mit den Gütern um Buckow (Märkische Schweiz) belehnt, die zuvor der Familie seiner Frau Dorothea Elisabeth von Pfuel gehört hatten. Das 1663 erbaute Schloß Buckow, das seine Frau 1673 von ihrem Vater Georg Adam von Pfuhl geerbt hatte, blieb bis zur Enteignung 1945 im Besitz der Familie von Flemming. 1699 kaufte er im Kurfürstentum Sachsen das Rittergut Hermsdorf; sein Sohn Adam Friedrich (1687–1744) ließ nach einem Brand 1729 den Bau durch George Bähr im Barockstil wiederherstellen und legte einen Barockgarten mit Kanal an; 1756 wurde der Besitz aus seinem Nachlass versteigert.
Der Minister Jacob Heinrich von Flemming erwarb 1714 das Palais Flemming-Sulkowski in Dresden und ließ es erweitern; 1724 veräußerte er es an den König, übernahm es jedoch von 1726 bis 1728 erneut. 1715 errichtete er ferner den heutigen Elbflügel des Japanischen Palais in Dresden, das er 1717 an den König veräußerte und von 1722 bis 1726 wieder zurückerhielt. Als Sommerresidenz vor den Toren Dresdens ließ er um 1725 das Schloss Übigau errichten. Außerdem betrieb er einen schwunghaften Handel mit Rittergütern, die er meist in Zwangsversteigerungen erwarb und mit Gewinn weiterverkaufte. 1702 kaufte er die Standesherrschaft Slawentzitz in Schlesien, wo er mehrere Eisen- und Messinghämmer einrichtete, die als modernste Hüttenwerke in Oberschlesien galten, bis er sie 1714 gegen die Herrschaft Burgscheidungen mit Anteilen von Kirchscheidungen in Sachsen eintauschte, die er 1718 um Nebra erweiterte und 1721 wieder weiter veräußerte, ebenso wie 1719–22 Lichtenwalde. 1724 erwarb er Putzkau in der Oberlausitz sowie in Thüringen das Schloss Crossen und die Burg Posterstein; die beiden letzteren verblieben als einzige seiner Erwerbungen für viele Generationen (bis 1925 bzw. 1833) in der Familie.
Die Herren von Flemming führten über viele Generationen den Namenszusatz Erbherr auf Böck und Martenthin (oder Schlossgesessener auf Böck und Martenthin), auch wenn sie diese Grundherrschaften nicht selbst besaßen. Damit sollte lediglich zum Ausdruck gebracht werden, dass man von einer „schlossgesessenen“ Adelsfamilie abstammte, deren älteste Besitze diese waren und dass alle männlichen Familienmitglieder als direkte Nachfahren der im 13. Jahrhundert dort Belehnten als mögliche Ersatzerben insofern mitbelehnt waren. Ihren eigenen Gutsbesitz drückten sie durch das Wort ‚zu‘ aus.

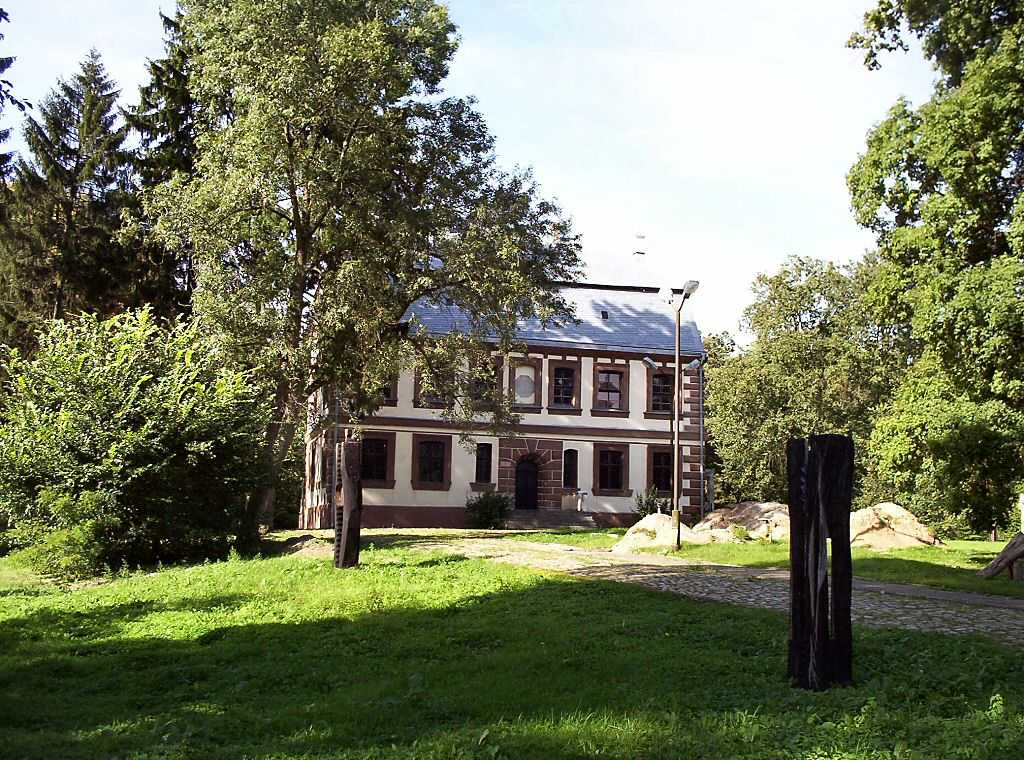
Böck, Kreis Cammin (seit etwa 1250 bis 1945 im Besitz der Familie)
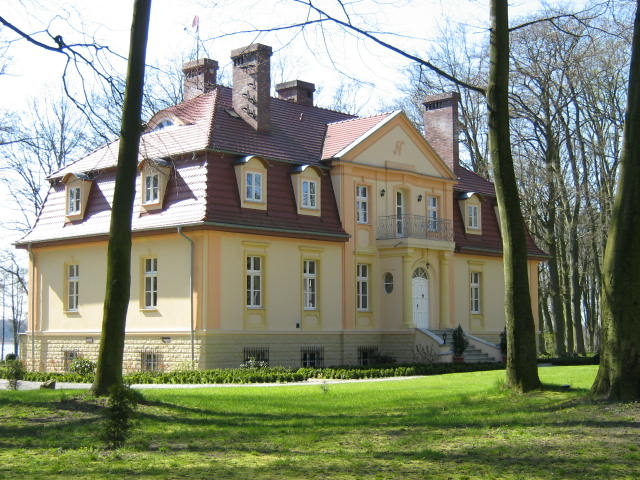
Martenthin, Gemeinde Tessin, Kreis Cammin (1288 erstmals als Flemming'scher Besitz erwähnt)
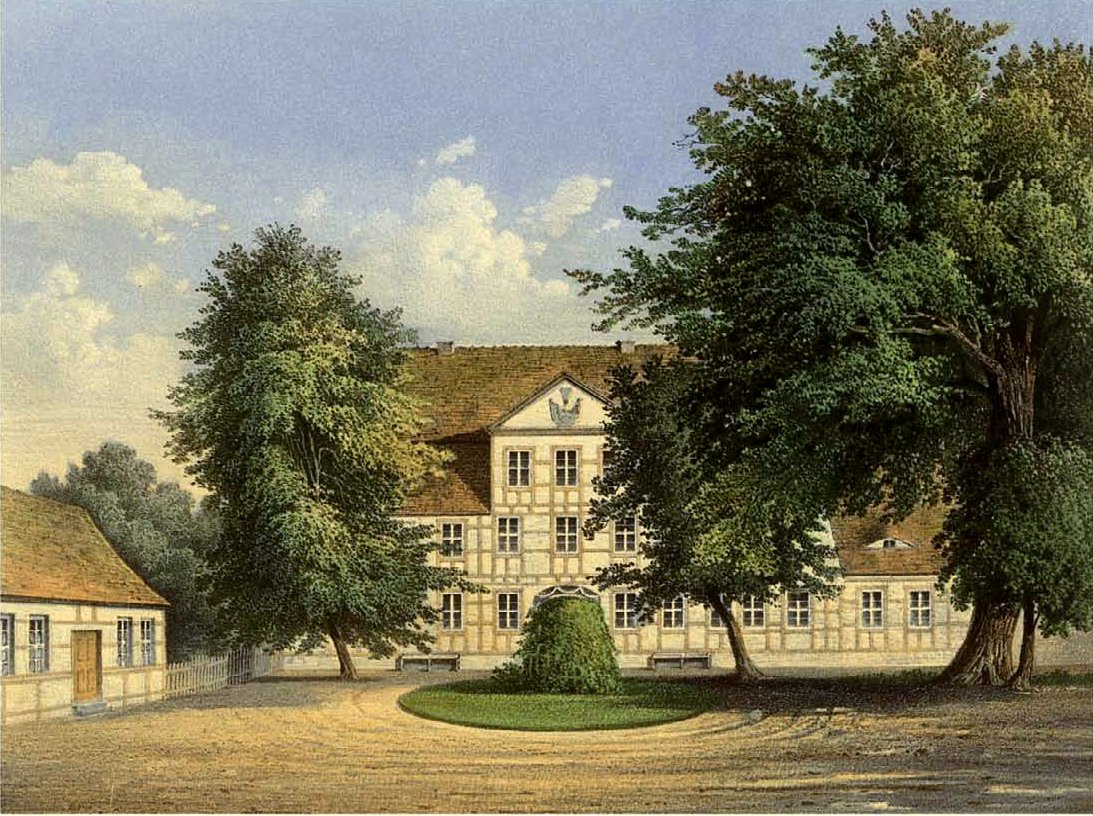
Basenthin, Kreis Cammin, um 1860 (seit 14. Jh. bis 1945)
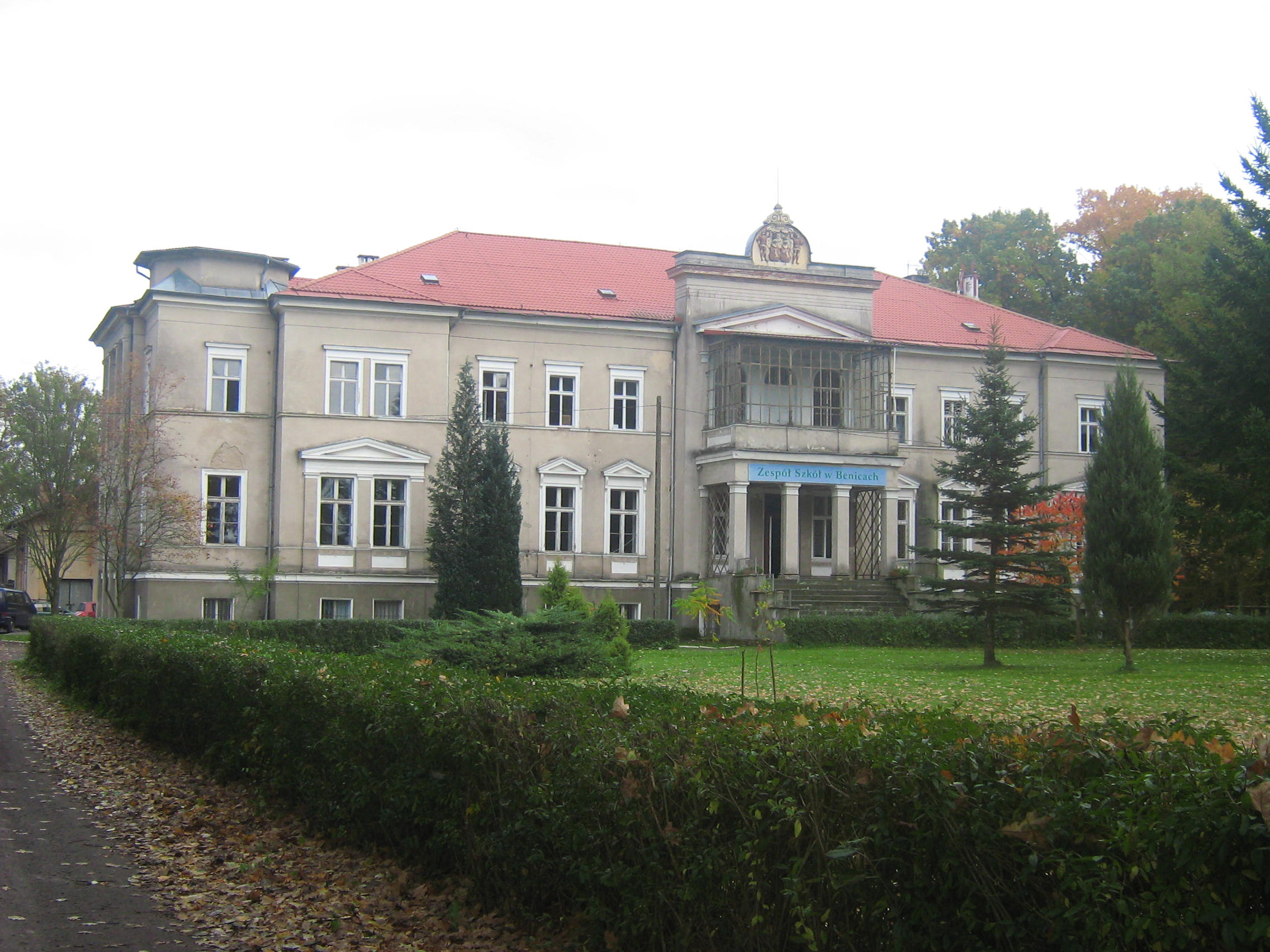
Benz, Kreis Cammin (seit 1466 bis 1945)
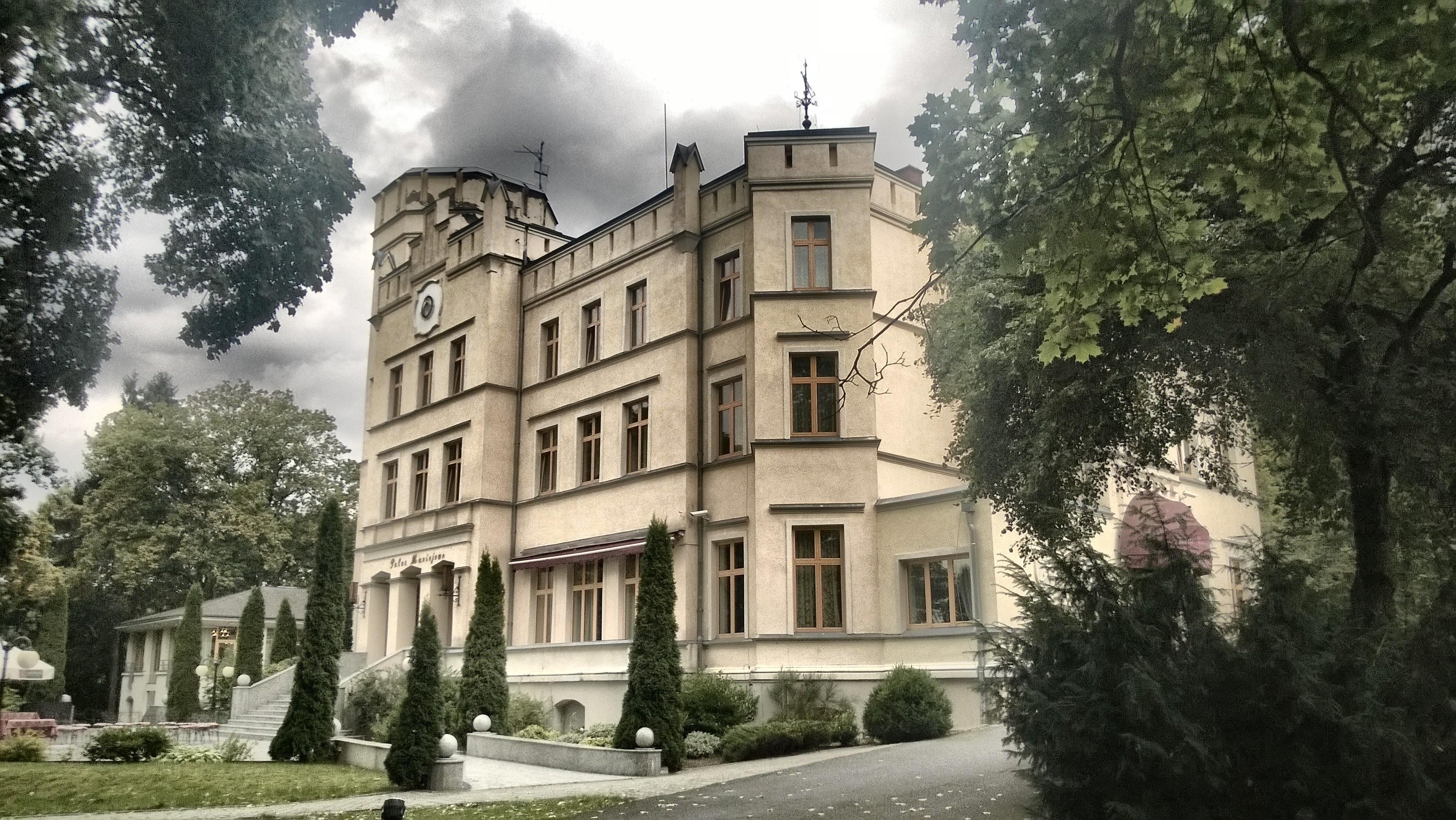
Schloss Matzdorf (Pommern) (seit 1477 bis 1945)
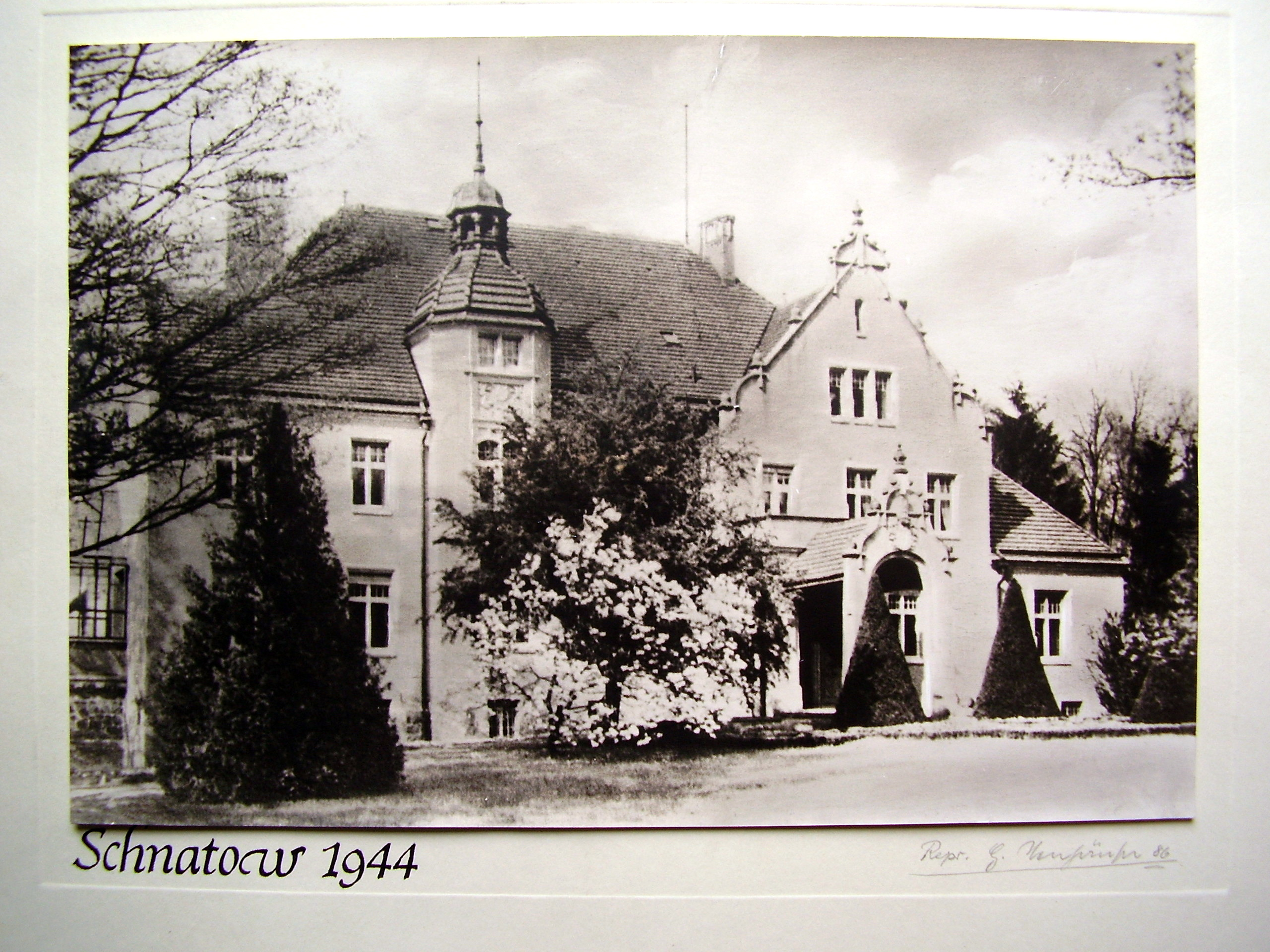
Schnatow, Kreis Cammin (seit 1515 bis 1945)
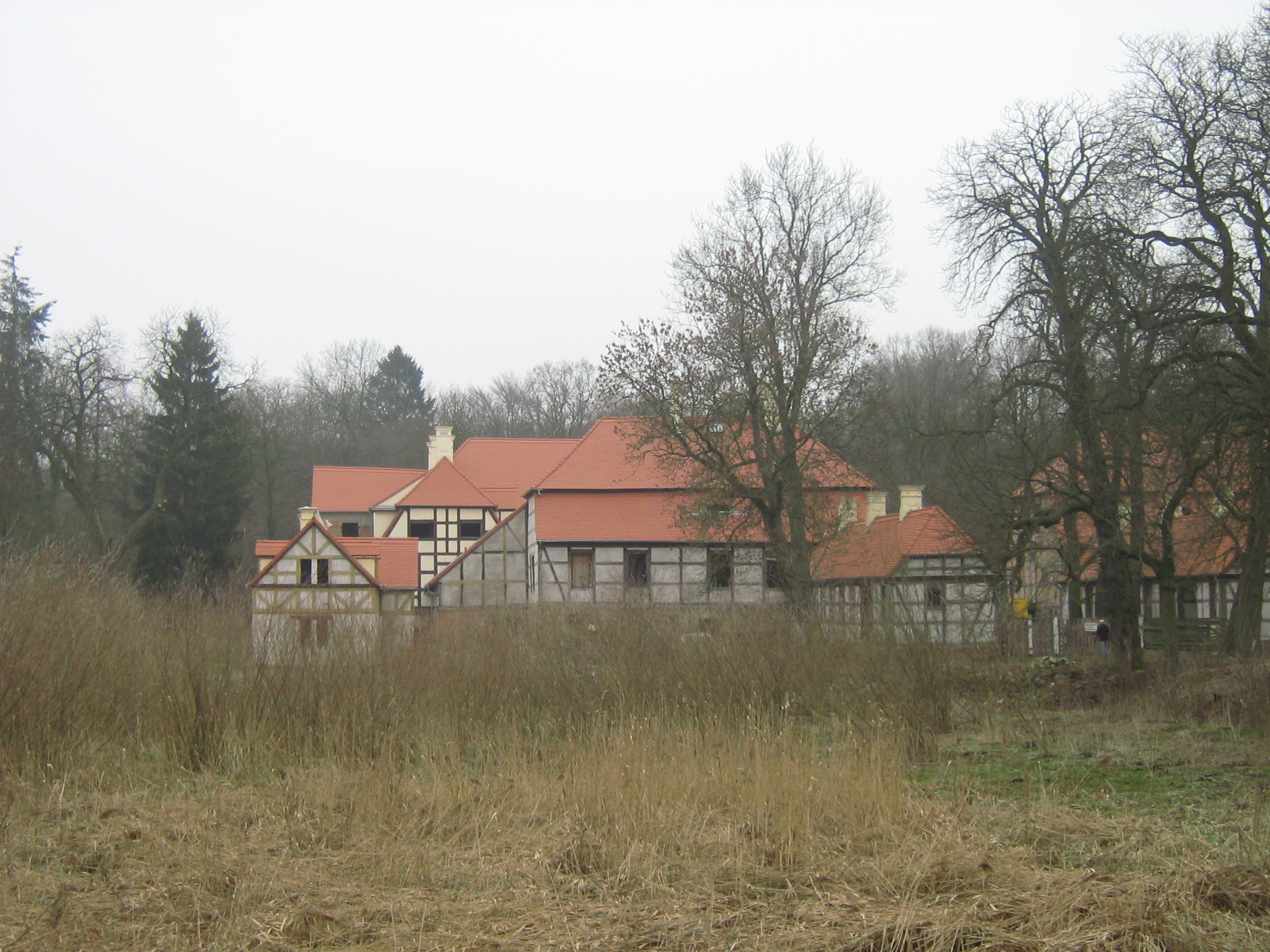
Schloss Schwirsen, Kreis Cammin (ab 1716)
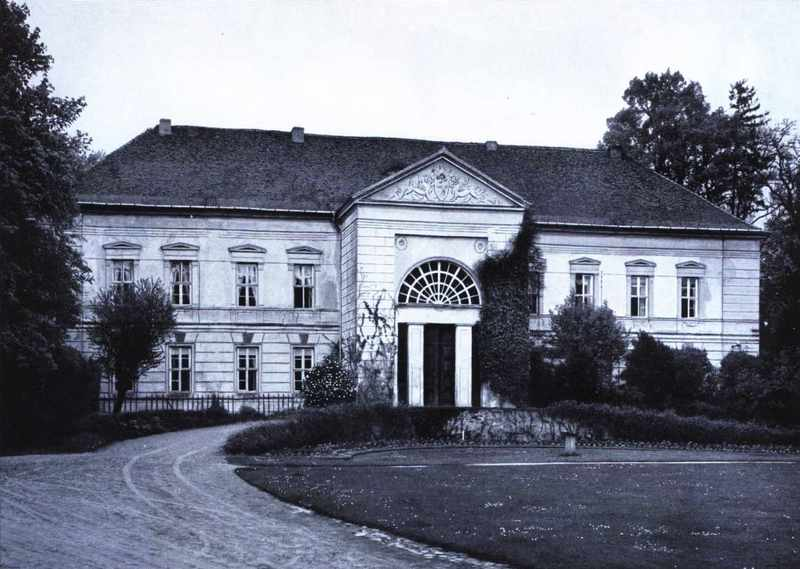
Schloss Buckow (Märkische Schweiz), erbaut 1663, mit Fassade von Schinkel um 1802, abgerissen 1948
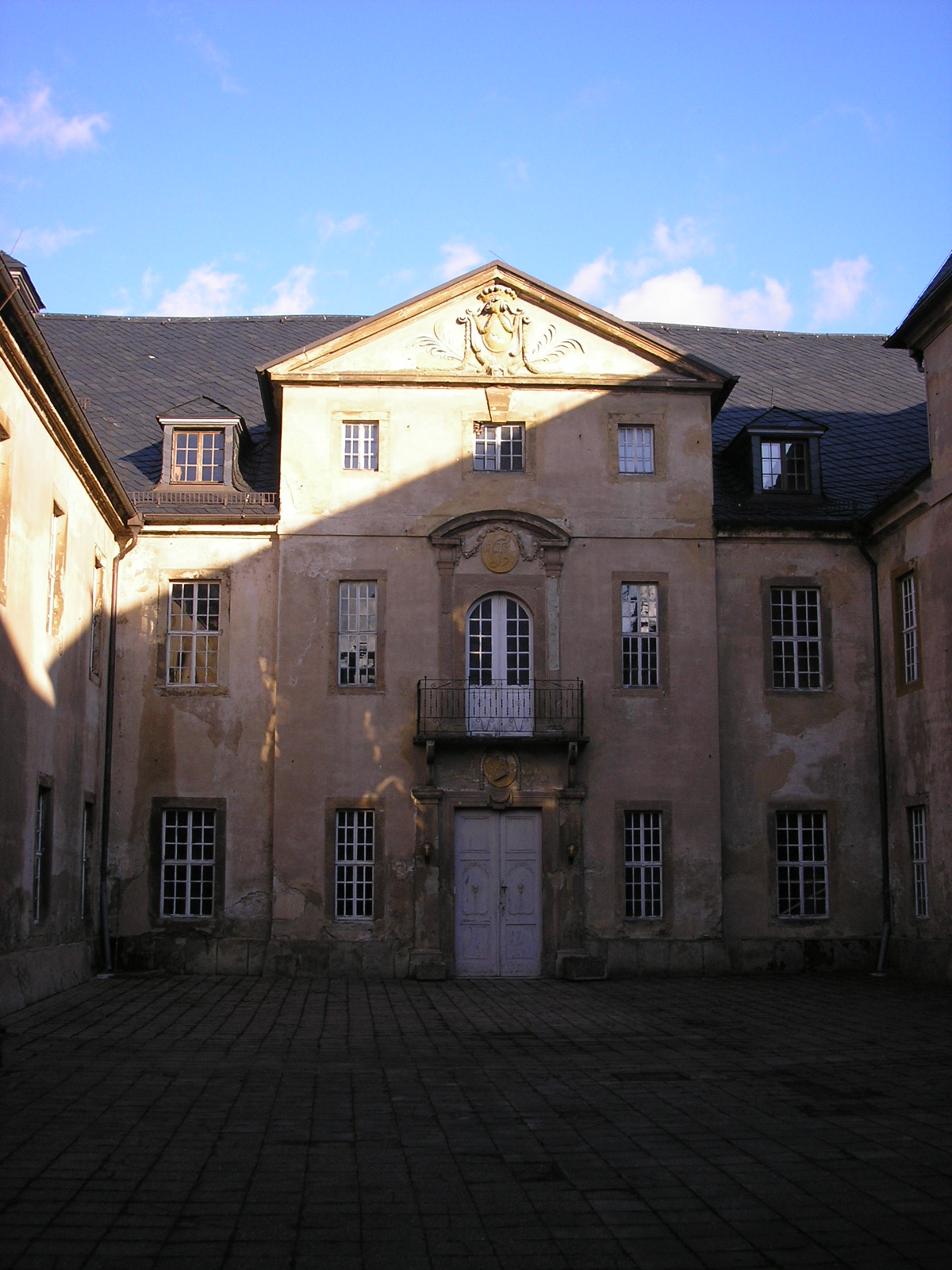
Schloss Crossen an der Elster, Thüringen
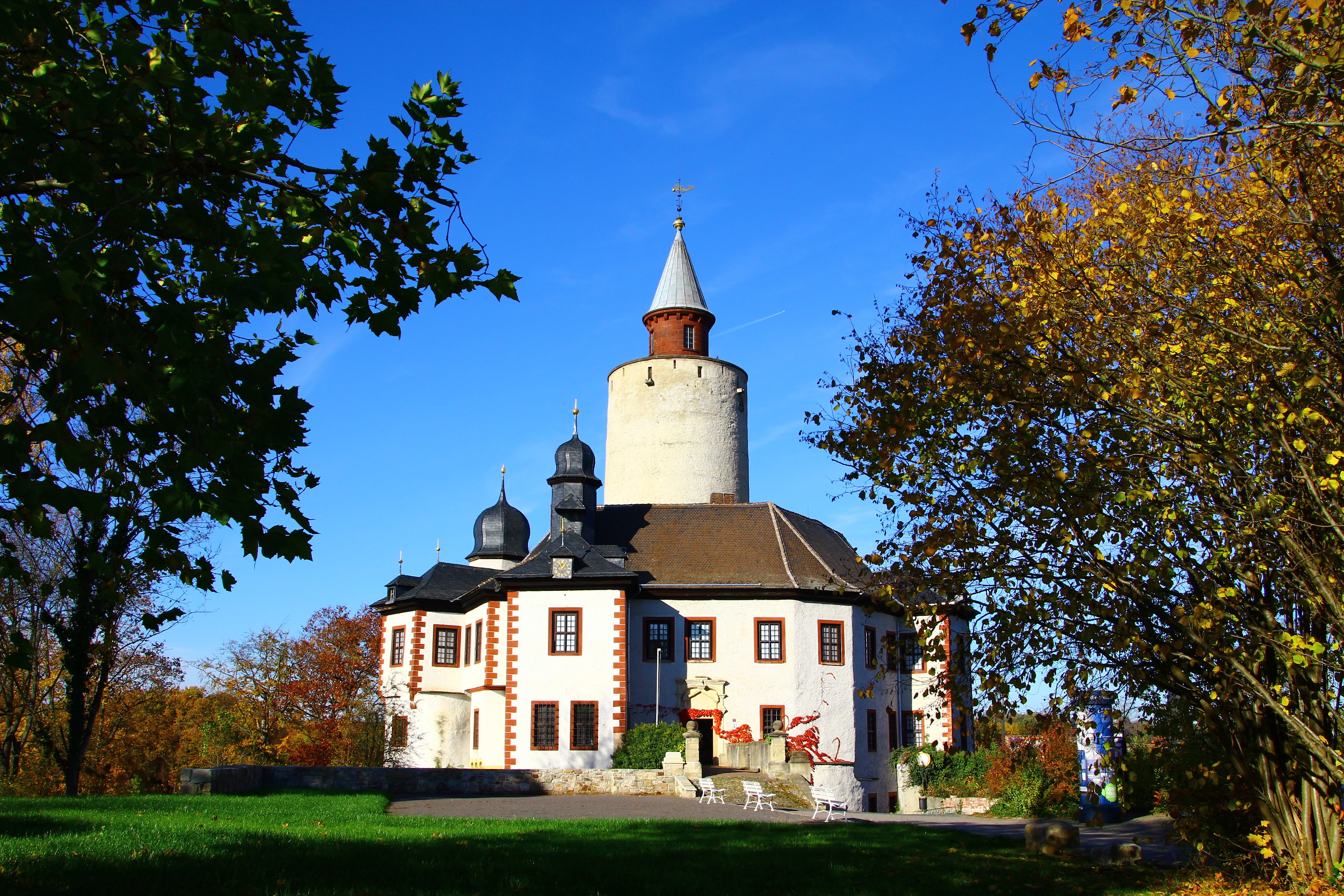
Burg Posterstein im Altenburger Land, Thüringen
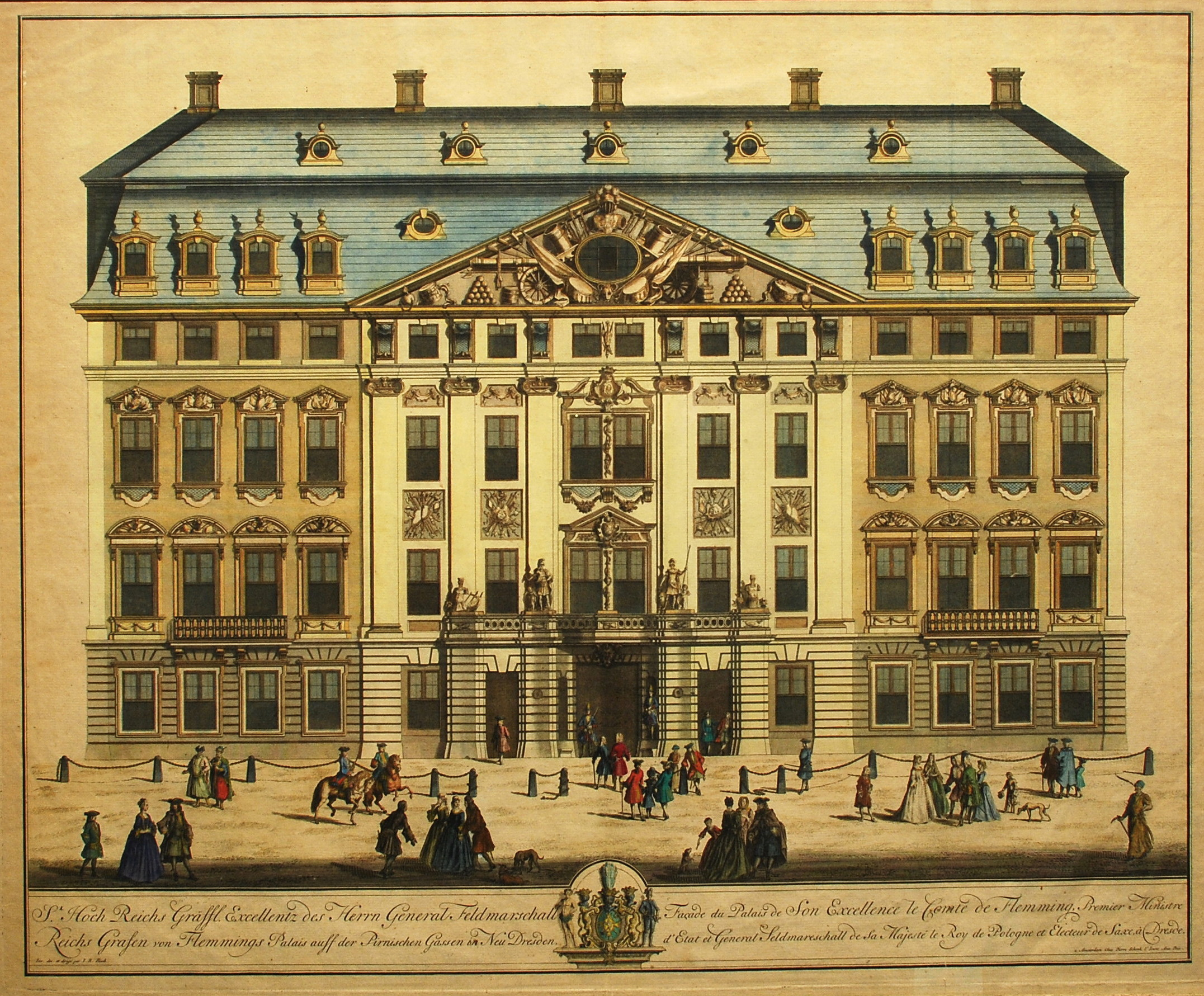
Palais Flemming, Dresden

## Erhebungen in den Grafenstand
- Flemming a. d. H. Böck: Reichsgrafenstand am 16. November 1700 in Wien für die Brüder Georg Casper von Flemming, kurfürstlich brandenburgischer Geheimer Rat und Hofgerichtspräsident zu Stargard in Hinterpommern, und Heino Heinrich von Flemming, kurfürstlich brandenburgischer Statthalter und Generalfeldmarschall. Die königlich preußische Anerkennung folgte am 30. Oktober 1701, die kurfürstlich sächsische am 14. Dezember 1701.
- Flemming a. d. H. Iwen: Reichsgrafenstand am 9. Januar 1721 in Wien für Felix Friedrich von Flemming, königlich schwedischer Tribunalsrat zu Wismar.
- Flemming a. d. H. Benz: Preußischer Grafenstand, primogen und geknüpft an den Besitz des Familienfideikommisses Benz (bei Cammin), am 16. April 1888 in Charlottenburg für Hasso von Flemming, Fideikommissherr auf Benz, Landschaftsrat und Erblandmarschall von Hinterpommern. Eine Nachtragsurkunde wurde am 21. Oktober 1901 im Neuen Palais bei Potsdam ausgestellt.

## Stammwappen
Das Stammwappen zeigt in Blau über einem roten Kammrad einen silbernen springenden Wolf mit roter Zunge und roten Klauen; in anderen Darstellungen hält der Wolf das Kammrad zwischen seinen Vorderläufen. Der Helm besitzt einen Helmbusch mit Pfauenfedern. Die Helmdecke ist blau-silber.
Möglicherweise hat die Familie dieses Wappen auf ihrem Durchzug durch Ostfalen nach Pommern angenommen, da dort, insbesondere in der Altmark, zahlreiche Adelsgeschlechter Wappen mit Wölfen führen, so die Winterfeldt, Asseburg, Wolfenbüttel, Bartensleben oder Berwinkel. Keine Verwandtschaft besteht mit der vorpommerschen Familie von Wolffradt, die zwar ein ähnliches Wappen (allerdings mit anderer Tingierung) führt, jedoch aus den Niederlanden stammt und erst 1647 geadelt wurde.

## Bekannte Familienmitglieder

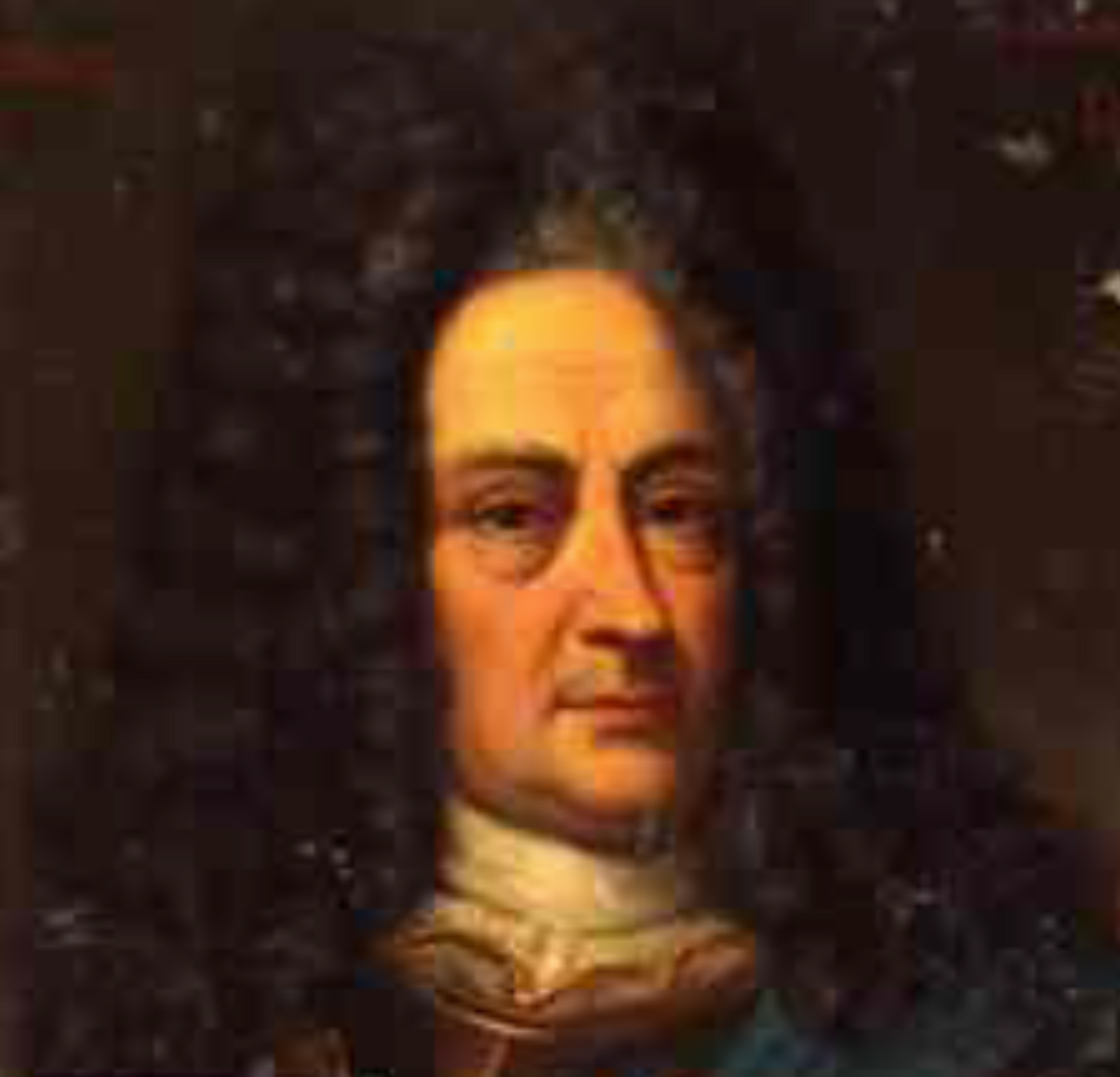
Graf Heino Heinrich von Flemming (1632–1706), Feldmarschall

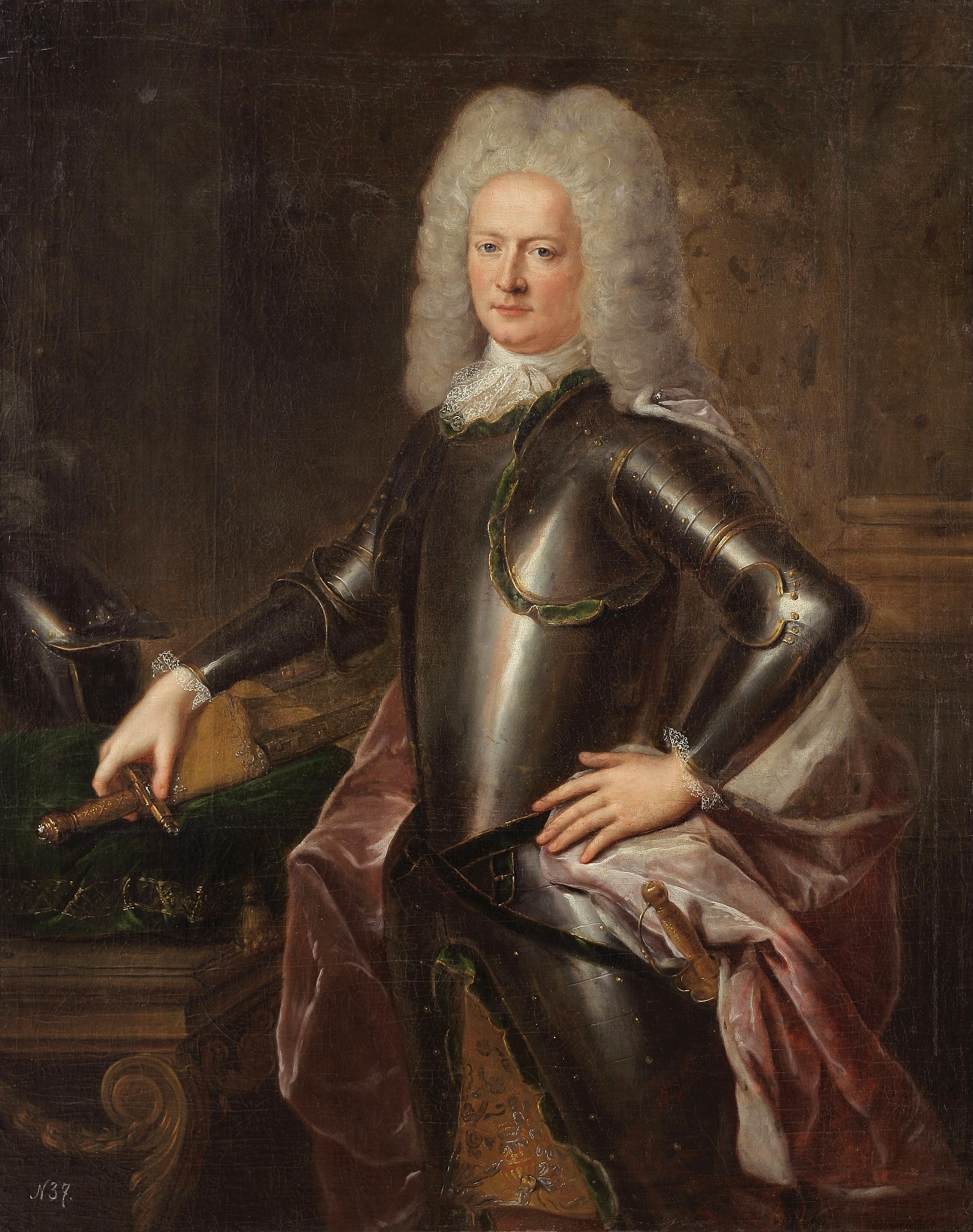
Graf Jacob Heinrich von Flemming (1667–1728), Generalfeldmarschall und dirigierender Minister Augusts des Starken

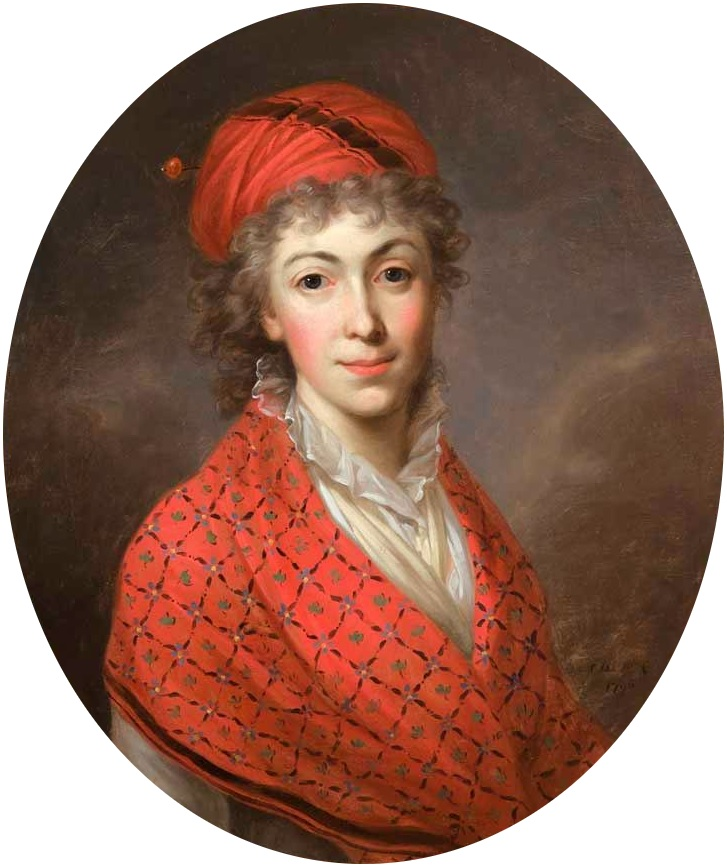
Fürstin Isabella Czartoryska, geb. Gräfin Flemming (1743–1835)

- Graf Heino Heinrich von Flemming (1632–1706), kursächsischer und kurbrandenburgischer Feldmarschall
- Eustachius von Flemming (1634–1702), kursächsischer Generalmajor und Kommandant der Festung Königstein[15]
- Graf Felix Friedrich von Flemming (1661–1738), Richter am Wismarer Tribunal, Erblandmarschall in Pommern
- Graf Joachim Friedrich von Flemming (1665–1740), kursächsischer Kammerherr
- Graf Jacob Heinrich von Flemming (1667–1728), kursächsischer Generalfeldmarschall und dirigierender Minister Augusts des Starken
- Johann Friedrich von Flemming (1670–1733), kursächsischer Oberforst- und Wildmeister, Jagd- und Militärschriftsteller
- Graf Bogislaw Bodo von Flemming (1671–1732), kursächsischer Generalleutnant
- Graf Johann Georg von Flemming (1679–1747), kursächsischer Generalleutnant und Kammerherr
- Graf Adam Friedrich von Flemming (1687–1744), königlicher Kammerherr
- Graf Georg Detlev von Flemming (1699–1771), polnischer General und Großschatzmeister von Litauen
- Julius Gustav von Flemming (1703–1759), Landrat des Flemmingschen Kreises
- Graf Ernst Bogislaus von Flemming (1704–1764), preußischer Generalmajor
- Graf Karl Georg Friedrich von Flemming (1705–1767), sächsischer Gesandter und General der Infanterie
- Graf Friedrich von Flemming (1707–1777), Ritter des Johanniterordens
- Heinrich Ludwig von Flemming (1717–1783), preußischer Generalmajor, Kommandant von Breslau
- Fürstin Isabella Czartoryska, geb. von Flemming (1743–1835), Kunstsammlerin, Schriftstellerin
- Graf Johann Heinrich Joseph Georg von Flemming (1752–1830), Krongroßschwertträger in Polen
- Heinrich Ernst Ludwig Karl von Flemming (1778–1852), Landrat des Kreises Usedom-Wollin
- Carl Berend Sigismund von Flemming (1779–1835), Landrat des Kreises Cammin in Pommern
- Graf Karl von Flemming (1783–1866), preußischer Regierungspräsident
- Graf Johann Friedrich August Detlev von Flemming (1785–1827), preußischer Diplomat
- Tamm von Flemming (1812–1886), preußischer Generalmajor und Kommandeur der 8. Kavallerie-Brigade
- Graf Albert von Flemming (1813–1884), preußischer Diplomat
- Graf Edmund von Flemming (1827–1897), Reichstagsabgeordneter
- Graf Hasso von Flemming-Benz (1838–1896), Mitglied des preußischen Abgeordnetenhauses
- Freifrau Elisabeth von Heyking, geb. Gräfin von Flemming (1861–1925), Schriftstellerin
- Irene Forbes-Mosse, geb. Gräfin von Flemming (1864–1946), Schriftstellerin
- Graf Curd von Flemming-Benz (1868–1942), Mitglied des Preußischen Herrenhauses, Erblandmarschall
- Karl von Flemming (1872–1938), Reichstagsabgeordneter
- Hans von Flemming-Zebbin-Buckow (1873–1954), Dr. jur., Eigentümer der großen Herrschaft, Buckow mit Waldsieversdorf[16] Rechtsritter des Johanniterordens[17]
- Richard von Flemming (1879–1960), Großgrundbesitzer und Landwirtschaftsfunktionär
- Friedrich-Karl von Flemming (1907–2006), Kommendator des Johanniterordens[18]